# Міжнародне бюро мір і ваг

Печатка Міжнародного бюро мір і ваг

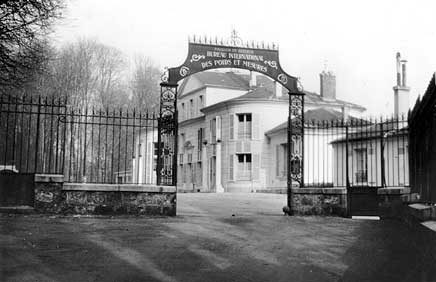
Павільйон де Бретей

Міжнародне бюро мір і ваг (фр. Bureau international des poids et mesures, BIMP) — міжнародна організація з визначення еталонів, одна з трьох служб, заснованих внаслідок ухвалення 1875 року Паризької метричної конвенції, з метою затвердження й підтримки міжнародної системи одиниць.
Міжнародне бюро мір і ваг було створене 1 січня 1988 року шляхом реорганізації Міжнародного бюро часу, яке свого часу було створено для реалізації метричної конвенції — угоди, початково підписаної 20 травня 1875 року сімнадцятьма країнами. Воно розташоване в павільйоні де Бретей у Севрі (західному передмісті Парижа), Франція і має екстериторіальний статус.
Міжнародне бюро мір і ваг виконує функцію підтримки однакових значень одиниць SI в усьому світі. Воно здійснює це через низку консультативних комітетів, членами яких є метрологічні лабороторії держав, членів метричної конвенції та через власні лабораторії.
Бюро виконує дослідження в галузі вимірювань, організує порівняння національних еталонів і проводить відповідні калібрування. Зокрема, Бюро проводить роботу з визначення стандартів точного часу: UTC та TAI.
Не рідше одного разу на 4 роки скликається генеральна конференція з мір і ваг — найвищий орган по встановленню одиниць фізичних величин. До її складу входять представники усіх держав — сторін Паризької метричної конвенції. Основним завданням генеральної конференції «обговорення і прийняття необхідних заходів для розповсюдження та вдосконалення метричної системи».
Керівним органом Міжнародного бюро мір і ваг є Міжнародний комітет мір і ваг, який збирається на свої сесії, як правило, раз на рік. До його складу входять експерти країн, обраних генеральною конференцією держав — учасниць Паризької метричної конвенції. Комітет обирає зі свого складу президента і секретаря, призначає директора бюро.